# Ильинка (Республика Алтай)
Ильи́нка (алт. Ильинка) — село в Шебалинском муниципальном районе Республики Алтай России, административный центр Ильинского сельского поселения.

## История
С 1878 года селение получило название Ильинское, от народного праздника Ильин день.

## География
Расположен в горно-степной зоне северо-западной части Республики Алтай и находится по берегам долине реки Песчаной, принимающей речки Малый и Большой Илуш, Шиверты.
Уличная сеть состоит состоит из пяти географических объектов: Почтовый пер., ул. Заречная, ул. Новая, ул. Центральная, ул. Школьная
Абсолютная высота 763 метров выше уровня моря
.

## Население
| 2010 | 2011 | 2012 | 2013 | 2014 | 2015 |
| ---- | ---- | ---- | ---- | ---- | ---- |
| 756  | →756 | ↘725 | ↘713 | ↘702 | ↘696 |
| 2016 |      |      |      |      |      |
| ↘690 |      |      |      |      |      |

## Инфраструктура
Ильинская средняя общеобразовательная школа, фельдшерско-акушерский пункт, детский сад «Аленушка», Дом культуры, узел связи, библиотека.
экономика
Животноводство (пантовое оленеводство), сельское хозяйство.

## Транспорт
Проходит автодорога регионального значения «Черга — Ильинка - Турота»